# Perské tažení
Perské tažení bylo válečnou kampaní první světové války, v rámci které se od závěru roku 1914 až do konce války v roce 1918 střetávaly síly Dohody, především Velké Británie a Ruského impéria s Ústředními mocnostmi, hlavně Osmanskou říší v oficiálně neutrální Persii. Největší vojenské operace se soustředily v oblasti Íránského Ázerbájdžánu, kde se do bojů vedle Rusů, Britů a Osmanů zapojovaly arménští a asyrští dobrovolníci a také místní kmeny. Oficiálně ukončil boje na blízkovýchodním bojišti podpis mudroského příměří. Nestabilita ve válkou a hladomorem rozvrácené Persii však přetrvávala i poté. Kruté boje na severovýchodě země si vyžádaly řadu obětí. Civilní obyvatelstvo trpělo i výrazným poklesem zemědělské produkce a rozšířením infekčních chorob. Odhaduje se, že během první světové války zemřelo v zemi na dva miliony obyvatel. Rozkladu Ruska a ústupu Osmanů využili Britové, kteří roku 1921 podpořili státní převrat, během kterého byl Ahmad Šáh, poslední vládce Persie z dynastie Kádžárovců sesazen plukovníkem kozácké brigády, Rezou Chánem.

## Persie před válkou

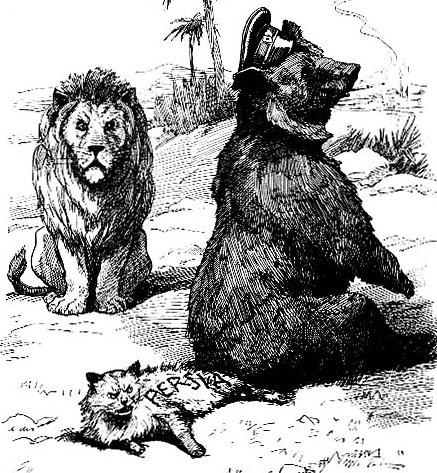
Britský lev pozorující ruského medvěda sedícího na perské kočce, Punch, 13. prosince 1911

Soupeření Britů a Rusů o vliv ve střední Asii označované jako Velká hra probíhalo do roku 1907, kdy rivalové uzavřeli alianční smlouvu. K dočasnému urovnání britsko-ruských vztahů a vymezení sfér vlivu v oblasti došlo především kvůli obav obou velmocí z rychlého mocenského vzestupu císařského Německa. Rusové dohodou získali vliv na severu Persie sousedícím s oblastí Zakavkazska. Britové mající zájem především o zajištění hranic s Indií a o ropu a bezpečnost svých ropovodů v Perském zálivu, pak usilovali o ovládnutí jihu země. Zabránit britské a ruské expanzi se snažili Němci, kteří do Persie vyslali expedici vedenou Wilhelmem Wassmussem, který proti Rusům a Britům podněcoval místní obyvatelstvo. Na severu Persie se ruské zájmy střetávaly také s Osmany, kteří chtěli proniknout ke Kaspickému moři. Vliv centrální perské vlády a panovníka Ahmada Šáha kvůli vměšování velmocí slábl a postupně se omezil pouze na okolí Teheránu.

## Velká válka na perském území

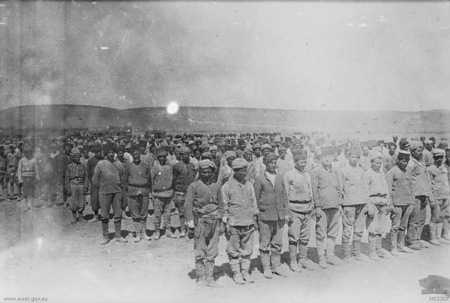
Arménští uprchlíci z oblasti jezera Van vstupující v perském Hamadánu do britských jednotek

Přestože byla Persie v první světové válce oficiálně neutrální, obsadili Britové chránící své ropovody okolo Perského zálivu po vypuknutí konfliktu jih země. Rusové, kteří již před válkou okupovali severní část Persie, pak kvůli očekávanému střetu s Osmany začali vyzbrojovat arménské a asyrské dobrovolníky. V zemi vypukla řada kmenových povstání. Ke srážkám a vyhánění civilního obyvatelstva docházelo především v severovýchodní části Persie, Íránském Ázerbájdžánu. 
Na počátku roku 1915 vpadly do oblasti okolo Urmijského jezera Osmané podporovaní Němci. Turci s pomocí místních Kurdů obsadili města Urmia a Salmas a krátce okupovali také Tabríz. Zpět k hranicím je zatlačily teprve ruské protiútoky. V polovině listopadu roku 1915 vyslal velitel ruských sil na Kavkaze, generál Nikolaj Judenič, část jednotek ve směru na Teherán, který Rusové a arménští dobrovolníci do konce měsíce obsadili. 15. prosince vpochodovali Rusové pod velením Nikolaje Baratova také do Hamadánu a Ahmad Šáh byl donucen jmenovat novou vládu stranící Dohodě. 26. února 1916 obsadila ruská armáda město Kermánšáh na západě země a v březnu dosáhly Baratovovy jednotky hranic s Osmanskou říší.
V roce 1917, kdy Rusko ochromilo vypuknutí revoluce, došlo také k rozkladu a dezerci většiny ruských sil v Persii. Britové, kteří se po pádu carského Ruska obávali pronikání Osmanů a Němců ke Kaspickému moři, proto z Bagdádu vyslali do této oblasti přes perské území expediční sbor vedený Lionelem Dunstervillem. Po podepsání Brestlitevského míru se Rusové stáhli z dobytých území a hlavnímu náporu Turků nadále vzdorovali především Arméni a Asyřani. Osmané v průběhu roku 1918 znovu obsadili Tabríz a z jihu se probili až ke Kaspickému moři. Zhroucení Osmanské říše a podpis mudroského příměří 30. října však ukončily boje první světové války i v této oblasti.